# Žumberk
Žumberk település Csehországban, a Chrudimi járásban. Žumberk Nasavrky, Miřetice, Lukavice, Zaječice, Smrček és Bítovany településekkel határos. Lakosainak száma 273 fő (2024. január 1.).

## Népesség
A település lakosságának változását az alábbi diagram mutatja:
| Lakosok száma | 664  | 650  | 708  | 434  | 295  | 243  | 260  | 276  | 264  | 273  |
|               | 1869 | 1900 | 1921 | 1961 | 1980 | 2011 | 2016 | 2019 | 2021 | 2024 |